# 욕탐
욕탐(欲貪, 산스크리트어: kāma-rāga, kāma-cchanda, kāmādhyavasāna, chanda-rāga, rāga, pariṣ)은 다음을 뜻한다.
- 욕계의 탐(貪, 산스크리트어: rāga: 탐욕, 들러붙러 떠나지 못함)을 뜻한다.[2][3] 욕욕(欲欲)이라고도 한다. 세분하여 욕계의 색 · 성 · 향 · 미 · 촉의 5경(五境)에 대한 탐(貪)인 5욕(五欲: 5경에 들러붙러 떠나지 못함)이 있다.[2][4][5][6] 욕계의 탐인 욕탐에 대해 색계와 무색계의 탐(貪)을 유탐(有貪)이라 한다.[2][7][8]

- 12연기의 제9지분인 취(取, 산스크리트어: upādāna)를 뜻한다. 구역(舊譯)에서는 취를 수(受, 산스크리트어: upādāna)라고 번역하고 있다.[9] 이러한 번역에서의 수(受)는 12연기의 제7지분이자 대지법 또는 변행심소에 속한 마음작용들 가운데 하나로서, 5온 가운데 수온에 해당하는 수(受, 산스크리트어: vedanā: 감수작용, 지각, 느낌)와는 구별되어야 한다.

- 12연기의 제9지분인 취(取)를 뜻하는데, 보다 구체적으로는 번뇌 일반을 뜻한다.[10][11][12][13][14]

- 12연기의 제9지분인 취(取)를 뜻하는데, 보다 구체적으로는 욕(欲, 산스크리트어: chanda)과 탐(貪, 산스크리트어: rāga)의 결합어로, 욕(欲)한 후 탐(貪)는 것 즉 희구(希求)한 후 염착(染著)하는 것을 뜻한다.[10][15][16][17][18]

## 개요
위에 열거된 네 가지 해석들 가운데
첫 번째의 경우, 즉 욕탐(欲貪)을 욕계의 탐으로 해석하는 것은 《아비달마구사론》을 비롯한 부파불교의 설일체유부의 번뇌론에서이다.  이 경우의 욕탐(欲貪)은 색계와 무색계의 탐(貪)을 뜻하는 유탐(有貪)과 상대된다. 달리 말하면, 설일체유부의 교학에서 탐(貪)은 욕탐과 유탐으로 나뉜다. 이와 같이 탐을 욕탐과 유탐으로 나누는 것은 6수면(六隨眠) 즉 6가지 근본번뇌를 7수면 즉 7가지 근본번뇌로 세분하고, 다시 7수면(七隨眠)을 98수면 즉 98가지 근본번뇌로 세분하는 것과 관련되며, 이러한 번뇌론은 수행론 및 실제의 수행과 밀접히 관련되어 있다. 설일체유부의 교학에서 수면(隨眠)은 근본번뇌를 뜻하는데, 이러한 이유로 욕탐 · 유탐을 각각 욕탐수면(欲貪隨眠) · 유탐수면(有貪隨眠)이라고도 한다.
두 번째 해석의 경우는 고타마 붓다가 《잡아함경》제2권 제58경 〈음근경(陰根經)〉에서 5온과 5취온에 대해 설한 다음의 진술에 따른 것으로, 이 진술에 따라 취(取)와 욕탐(欲貪)을 같은 말인 것으로 보는 것이다. 이 아주 중요한 진술에 대한 해석이 취(取) 즉 욕탐(欲貪)을 어떻게 해석하느냐에 따라 달라지게 되며, 그 해석들이 세 번째와 네 번째의 해석이다.
 佛告比丘。非五陰即受。亦非五陰異受。能於彼有欲貪者。是五受陰。

 
고타마 붓다는 그 비구에게 말하였다. "5온[五陰]이 곧 취(取)인 것은 아니다. 그러나 또한 5온이 취와 다른 것도 아니다. 다만 5온에 욕탐(欲貪)이 있으면 5온은 곧 5취온[五受陰]이다"
 — 《잡아함경》 제2권. 한문본 & 한글본
세 번째 해석과 네 번째 해석의 경우, 즉, 취(取) 즉
욕탐(欲貪)을 '번뇌(煩惱) 일반'으로 해석하는 것과 '희구(希求)한 후 염착(染著)하는 것'으로 해석하는 것 중 어느 것으로 해석하는가 하는 것은 취온(取蘊) 또는 5취온(五取蘊)을 어떻게 해석하는가와 관련되어 있기 때문에 불교 교학에서 중요한 사항이다.
부파불교의 설일체유부의 《아비달마구사론》 등에서는 고타마 붓다의 위의 진술에서의 취(取) 즉 욕탐을 번뇌 일반으로 해석하고 있으며, 이에 따라 5취온을 정의하고 해설하고 있다. 반면, 대승불교의 유식유가행파의 《대승아비달마집론》과 《대승아비달마잡집론》에서는 희구(希求)한 후 염착(染著)하는 것으로 해석하고 있으며, 이에 따라 5취온을 정의하고 해설하고 있다.

## 같이 보기
- 3도: 견도 · 수도 · 무학도
  - 견도: 16심 · 고법지인
  - 무학도: 34심
  - 성문 수행계위: 4향4과 - 10결(= 5하분결 + 5상분결)
  - 보살 수행계위: 52위
- 현관: 4제현관 · 6현관
- 유루와 무루
- 번뇌의 해석
- 번뇌의 다른 이름
  - 개 · 결 · 계 · 구 · 구애 · 궤 · 근 · 뇌 · 누 · 박 · 상해 · 소 · 소유 · 소해 · 수면 · 수번뇌 · 악행 · 액 · 열 · 유쟁 · 쟁 · 전 · 전 · 조림 · 주올 · 취 · 치연 · 폭류 · 화
- 번뇌의 작용
- 번뇌의 분류
  - 3루
  - 4액
  - 4취
  - 4폭류
  - 5부: 견고소단 · 견집소단 · 견멸소단 · 견도소단 · 수도소단 = 견소단 + 수소단
  - 5주지번뇌
  - 견혹 + 수혹 = 견소단 + 수소단 = 미리혹 + 미사혹 = 분별기 + 구생기
  - 근본번뇌 + 수번뇌
  - 번뇌장 + 소지장
- 번뇌 = 근본번뇌 + 수번뇌
  - 근본번뇌 = 수면
    - 3근본번뇌: 탐 · 진 · 치
    - 6수면: 탐 · 진 · 만 · 무명 · 견 · 의
    - 7수면: 욕탐 · 진 · 유탐 · 만 · 무명 · 견 · 의
    - 10수면: 탐 · 진 · 만 · 무명 · 유신견 · 변집견 · 사견 · 견취 · 계금취 · 의
    - 12수면: 욕탐 · 진 · 색탐 · 무색탐 · 만 · 무명 · 유신견 · 변집견 · 사견 · 견취 · 계금취 · 의
    - 98근본번뇌(설일체유부)
      - 견혹 = 견소단 = 미리혹 = 분별기: 설일체유부의 88근본번뇌
      - 수혹 = 수소단 = 미사혹 = 구생기: 설일체유부의 10근본번뇌

    - 128근본번뇌(유식유가행파)
      - 견혹 = 견소단 = 미리혹 = 분별기: 유식유가행파의 112근본번뇌
      - 수혹 = 수소단 = 미사혹 = 구생기: 유식유가행파의 16근본번뇌

  - 수번뇌 = 전
    - 8전 · 10전 · 6번뇌구
    - 19수번뇌(설일체유부)
      - 소번뇌지법의 10가지 모두: 분 · 부 · 간 · 질 · 뇌 · 해 · 한 · 첨 · 광 · 교
      - 대불선지법의 2가지 모두: 무참 · 무괴
      - 대번뇌지법의 6가지 가운데 5가지: 방일 · 해태 · 불신 · 혼침 · 도거
      - 부정지법의 8가지 가운데 2가지: 수면 · 악작

    - 20수번뇌(유식유가행파)
      - 소수번뇌심소의 10가지 모두: 분 · 한 · 부 · 뇌 · 질 · 간 · 광 · 첨 · 해 · 교
      - 중수번뇌심소의 2가지 모두: 무참 · 무괴
      - 대수번뇌심소의 8가지 모두: 도거 · 혼침 · 불신 · 해태 · 방일 · 실념 · 산란 · 부정지
- 번뇌 = 잡염 = 유부무기 + 불선
  - 유부무기
    - 욕계의 번뇌의 일부 · 색계의 번뇌 · 무색계의 번뇌
    - 4근본번뇌(말나식의 4번뇌: 아치 · 아견 · 아만 · 아애)

  - 불선 · 악
    - 욕계의 번뇌의 대다수
    - 불선근
    - 5악 · 10악
- 번뇌 = 108번뇌 = 98수면 + 10전
- 번뇌 = 개: 5개
- 번뇌 = 결: 2결 · 3결 · 4결 · 5결 · 9결 · 10결(= 5하분결 + 5상분결) · 98결 · 108결
- 번뇌 = 구애: 3구애 · 5구애
- 번뇌 = 뇌: 3뇌
- 번뇌 = 누: 3루
- 번뇌 = 박: 3박 · 4박
- 번뇌 = 사: 7사 · 10사 · 98사 · 128사
- 번뇌 = 악행: 3악행
- 번뇌 = 취: 2취 · 4취

## 참고 문헌
- 곽철환 (2003). 《시공 불교사전》. 시공사 / 네이버 지식백과. |title=에 외부 링크가 있음 (도움말)
- 구나발타라(求那跋陀羅) 한역 (K.650, T.99). 《잡아함경》. 한글대장경 검색시스템 - 전자불전연구소 / 동국역경원. K.650(18-707), T.99(2-1). |title=에 외부 링크가 있음 (도움말)
- 무착 지음, 현장 한역, 이한정 번역 (K.572, T.1605). 《대승아비달마집론》. 한글대장경 검색시스템 - 전자불전연구소 / 동국역경원. K.572(16-157), T.1605(31-663). |title=에 외부 링크가 있음 (도움말)
- 미륵 지음, 현장 한역, 강명희 번역 (K.614, T.1579). 《유가사지론》. 한글대장경 검색시스템 - 전자불전연구소 / 동국역경원. K.570(15-465), T.1579(30-279). |title=에 외부 링크가 있음 (도움말)
- 안혜 지음, 현장 한역, 이한정 번역 (K.576, T.1605). 《대승아비달마잡집론》. 한글대장경 검색시스템 - 전자불전연구소 / 동국역경원. K.576(16-228), T.1606(31-694). |title=에 외부 링크가 있음 (도움말)
- 운허.  동국역경원 편집, 편집. 《불교 사전》. |title=에 외부 링크가 있음 (도움말)
- 현장 한역, 번역자 미상 (K.736, T.124). 《연기경》. 한글대장경 검색시스템 - 전자불전연구소 / 동국역경원. K.736(19-668), T.124(2-547). |title=에 외부 링크가 있음 (도움말)
- 호법 등 지음, 현장 한역, 김묘주 번역 (K.614, T.1585). 《성유식론》. 한글대장경 검색시스템 - 전자불전연구소 / 동국역경원. K.614(17-510), T.1585(31-1). |title=에 외부 링크가 있음 (도움말)
- 황욱 (1999). 《무착[Asaṅga]의 유식학설 연구》. 동국대학원 불교학과 박사학위논문.
- (중국어) 구나발타라(求那跋陀羅) 한역 (T.99). 《잡아함경(雜阿含經)》. 대정신수대장경. T2, No. 99, CBETA. |title=에 외부 링크가 있음 (도움말)
- (중국어) 무착 조, 현장 한역 (T.1605). 《대승아비달마집론(大乘阿毘達磨集論)》. 대정신수대장경. T31, No. 1605, CBETA. |title=에 외부 링크가 있음 (도움말)
- (중국어) 미륵 조, 현장 한역 (T.1579). 《유가사지론(瑜伽師地論)》. 대정신수대장경. T30, No. 1579. CBETA. |title=에 외부 링크가 있음 (도움말)
- (중국어) 星雲. 《佛光大辭典(불광대사전)》 3판. |title=에 외부 링크가 있음 (도움말)
- (중국어) 안혜 조, 현장 한역 (T.1606). 《대승아비달마잡집론(大乘阿毘達磨雜集論)》. 대정신수대장경. T31, No. 1606, CBETA. |title=에 외부 링크가 있음 (도움말)
- (중국어) 현장 한역 (T.124). 《연기경(緣起經)》. 대정신수대장경. T02, No. 124. CBETA. |title=에 외부 링크가 있음 (도움말)
- (중국어) 호법 등 지음, 현장 한역 (T.1585). 《성유식론(成唯識論)》. 대정신수대장경. T31, No. 1585, CBETA. |title=에 외부 링크가 있음 (도움말)